# Oscar Peterson
Oscar Emmanuel Peterson (ur. 15 sierpnia 1925 w Montrealu, zm. 23 grudnia 2007 w Mississauga) – kanadyjski pianista jazzowy i kompozytor. Posiada w swoim dorobku ponad 200 płyt oraz siedem nagród Grammy.
Był swingującym improwizatorem. Silna lewa ręka Petersona, szczególnie wyróżniająca się w grze solowej, wskazuje, że czerpał inspirację nie tylko od Arta Tatuma, lecz również od jego poprzedników: Fatsa Wallera i Jamesa P. Johnsona z ich potężnymi liniami basowymi.
Oscar Peterson, którego trio było początkowo nowocześniejszą wersją trzyosobowych zespołów King Cole’a i Tatuma, skłaniał się w kierunku zasady integracji, aż do czasu, kiedy najpierw stracił swojego pierwszego gitarzystę, Herba Ellisa (1959), a potem kontrabasistę Raya Browna (1966). Od końca lat 60. jego trio prezentowało jedynie muzykę fortepianową z akompaniamentem rytmicznym.

## Wybrana dyskografia
- 1945 I Got Rhythm
- 1947 Rockin’ in Rhythm
- 1950 Oscar Peterson At Carnegie Hall
- 1951 Oscar Peterson Plays Cole Porter
- 1952 Lester Young – The President Plays with the Oscar Peterson Trio
- 1952 Oscar Peterson Plays Duke Ellington
- 1956 At the Stratford Shakespearean Festival
- 1959 A Jazz Portrait of Frank Sinatra
- 1959 The Jazz Soul of Oscar Peterson
- 1959 Oscar Peterson Plays the Duke Ellington Song Book
- 1959 Oscar Peterson Plays the George Gershwin Song Book
- 1959 Oscar Peterson Plays the Cole Porter Song Book
- 1959 Oscar Peterson Plays Porgy and Bess
- 1964 Oscar Peterson Trio + One
- 1964 We Get Requests
- 1967 Jazz at the Philharmonic – The Greatest Jazz Concert in the World
- 1968 My Favorite Instrument
- 1969 Motions and Emotions
- 1969 Hello Herbie
- 1970 Oscar Peterson in Paris
- 1970 Tristeza on Piano
- 1970 Another Day
- 1970 Oscar Peterson, Milt Jackson – Reunion Blues
- 1972 The Oscar Peterson Trio in Tokyo
- 1972 Solo
- 1982 Freedom Song The Oscar Peterson Big 4 in Japan '82 (Oscar Peterson, Joe Pass, Niels-Henning Ørsted Pedersen, Martin Drew)
- 1983 A Tribute to My Friends
- 1983 If You Could See Me Now
- 1986 Benny Carter Meets Oscar Peterson
- 1984 Easter Suite
- 1990 The Legendary Oscar Peterson Trio Encore at the Blue Note
- 1990 The Legendary Oscar Peterson Trio Live at the Blue Note
- 1990 The Legendary Oscar Peterson Trio Saturday Night at the Blue Note
- 1990 The Legendary Oscar Peterson Trio Last Call at the Blue Note
- 1992 Exclusively for My Friends
- 1994 Side by Side (Oscar Peterson, Itzhak Perlman)
- 1994 Some of My Best Friends Are... ...The Piano Players (Ray Brown)
- 1995 The More I See You (Oscar Peterson, Benny Carter, Clark Terry, Ray Brown)
- 1995 An Oscar Peterson Christmas
- 1996 Oscar in Paris
- 1996 Live at the Town Hall
- 1999 Oscar Peterson Plays the Duke Ellington Song Book (1999)
- 1999 A Summer Night in Munich
- 1999 My Personal Choice
- 2000 Trail of Dreams: A Canadian Suite
- 2001 Oscar’s Ballads
- 2004 A Night in Vienna